# Arecibo-Observatorium
Das Arecibo-Observatorium war ein 15 Kilometer südlich der Hafenstadt Arecibo in Puerto Rico gelegenes astronomisches Observatorium mit diversen Teleskopen. Seine bekannteste Einrichtung war das 1963 in Betrieb genommene und 2020 kollabierte William-E.-Gordon-Teleskop, ein Radioteleskop, das mit einem Hauptspiegel von 305 Metern Durchmesser lange Zeit das größte Einzelteleskop der Erde war. Zu den weiteren Instrumenten des Arecibo-Observatoriums gehörten optische Instrumente zur Atmosphärenforschung, ein LIDAR, ein kleineres Radioteleskop und ein 30 Kilometer entfernt errichteter Ionosphärenheizer.
2022 wurde beschlossen, kein Nachfolgeinstrument zum eingestürzten Radioteleskop zu bauen; auch die anderen Instrumente wurden daraufhin bis 2023 abgebaut.

## Geschichte
Die Idee zur Ionosphärenforschung mit einem großen vertikalen Radar und den Willen zur Umsetzung hatte William E. Gordon. Konstruiert und von Sommer 1960 bis November 1963 gebaut wurde das Observatorium für neun Millionen Dollar aus Mitteln der ARPA. Die Einrichtung hieß zunächst Arecibo Ionospheric Observatory (AIO) und war dem US-Verteidigungsministerium unterstellt. Im Oktober 1969 wurde sie der National Science Foundation (NSF) überantwortet und im September 1971 in National Astronomy and Ionosphere Center (NAIC) umbenannt. Für neun Millionen Dollar wurde das Teleskop von 1972 bis 1974 für die Astronomen tauglich gemacht und von 1992 bis 1998 für 25 Millionen Dollar noch einmal wesentlich verbessert.
Im Auftrag der NSF gemanagt wurde das NAIC von 1969 bis 2011 von der Cornell University. 2006 kündigte die NSF die schrittweise Reduzierung ihres Anteils an der Betriebskostenfinanzierung an, so dass für 2011 die Stilllegung drohte. 2011 wurde eine fünfjährige Kooperation mit SRI International vereinbart, die die Finanzierung für diesen Zeitraum absicherte. Nach deren Ablauf war die NSF erneut auf der Suche nach Finanzierungspartnern, um den Betrieb des Observatoriums aufrechtzuerhalten, speziell nach dem millionenschweren Schaden durch Hurrikan Maria im Jahr 2017. 2018 ging das Management an ein Konsortium von Universitäten unter der Führung der University of Central Florida über. Damit verbunden war eine stetig steigende finanzielle Beteiligung der Universitäten, die sie zuvor im Rahmen der Studentenausbildung geleistet hatten, während der Anteil der NSF bis Oktober 2022 schrittweise auf zwei Millionen Dollar sinken sollte.
Am Observatorium, das rund um die Uhr in Betrieb war, waren vor dem Einsturz des Arecibo-Teleskops etwa 140 Menschen beschäftigt.
Ein unabhängiges Gremium verteilte nach wissenschaftlichen Kriterien Beobachtungszeit an jährlich rund 200 Astronomen in aller Welt, die diese meist aus der Ferne wahrnehmen konnten. Das Besucherzentrum des Observatoriums zählte rund 100.000 Besucher pro Jahr.
Dem chinesischen FAST ähnlicher Bauart ist mit einem 500 Meter messenden, adaptiven Hauptspiegel ein größerer Teil des Himmels zugänglich. Zur weit überlegenen Konkurrenz würde das Square Kilometre Array zählen. Sowohl FAST wie auch das Square Kilometre Array haben jedoch keinen Sender und sind daher nicht für Radarastronomie tauglich.

### Schäden und Kollaps des Radioteleskops im Jahr 2020

Schadensbild vor dem endgültigen Kabelriss

Am 10. August 2020 riss in der Nacht um 2:45 Uhr Ortszeit (6:45 UTC) eines der acht Zentimeter dicken Stahlseile am Tower T4 (dem Südost-Turm des Radioteleskops ⊙), welche als Hilfsseile die Höhe der Empfängerplattform stabilisiert hatten, aus seiner Endhülse. Es beschädigte den Gregory-Dome und hinterließ im Hauptspiegel ein 30 Meter langes Loch. Der Betrieb des Teleskops wurde vorläufig eingestellt.
Eines der tragenden Hauptseile am Tower T4, an denen die Empfangseinheit aufgehängt gewesen war, riss am 6. November und verursachte weitere Beschädigungen an der Anlage. Dieses Seil war von Anfang an, also 57 Jahre in Betrieb gewesen. Da es bei nur 60 % seiner theoretischen Maximalbelastung bei ruhigem Wetter brach, wurde auch für die anderen Seile eine reduzierte Belastbarkeit angenommen und bei der Planung der Reparatur berücksichtigt. Mit einem weiteren kaskadierenden Seilbruch und Absturz der Instrumentenplattform wurde gerechnet.
Nach einer Schadensanalyse am 19. November stufte die National Science Foundation das Risiko einer Reparatur als zu hoch ein und entschied sich für den Abriss des Observatoriums. Dieses jähe Ende eines jahrzehntelangen wissenschaftlich-produktiven Betriebes wurde von der Fachwelt mit Bestürzung aufgenommen.
Am 24. November wurden weitere Aderbrüche an den Seilen des Tower T4 festgestellt.
Um 7:53:50 Uhr (11:53 UTC) des 1. Dezember führte das fast gleichzeitige Versagen zweier weiterer Seile des Turms T4 zum Absturz der Instrumentenplattform. Wenige Sekunden darauf riss auch das letzte verbliebene Seil. Die 900 Tonnen schwere Instrumentenplattform stürzte 137 Meter tief auf den Reflektor, wobei erhebliche Teile des Spiegels zerstört wurden. Die drei Stahlbetonpfeiler brachen am oberen Segment, weitere Gebäude wurden beschädigt. Nachdem gefährdete Gebäude nach dem zweiten Kabelbruch bereits evakuiert und gesperrt worden waren, kamen keine Personen zu Schaden. Die Gründe für Versagen mehrerer tragender Stahlseile waren eine übersehene Zinkkorrosion und die mangelhafte Wartung.

### The Next Generation Arecibo Telescope
Das kollabierte Teleskop sollte zunächst einen Nachfolger bekommen. Ein vorläufiger Entwurf mit dem Namen Next Generation Arecibo Telescope (NGAT) beruht auf einem beweglichen Array von vielen kleinen Teleskopen in einem Phased Array, die insgesamt eine größere Sammelfläche als das alte Teleskop haben, eine größere Empfindlichkeit, weitere Frequenzbänder und die 500-fache Sichtfeldgröße aufweisen. Das Teleskop sollte außerdem weitaus stärkere Radarpulse in höheren Frequenzen abstrahlen können und damit die Radarastronomie entscheidend weiterbringen.
Im Oktober 2022 verkündete die National Science Foundation das Ende des Observatoriums: Das NGAT wird nicht gebaut, auch der Forschungsbetrieb an den anderen Instrumenten wird eingestellt, die meisten davon abgebaut. Damit folge man Empfehlungen aus der Wissenschaft. Die Arbeitsverträge der letzten 90 Mitarbeiter liefen zum 14. August 2023 aus. Das Besucherzentrum soll für ein Bildungsprojekt genutzt werden, Arecibo Center for STEM Education and Research (ACSER).

## Beschreibung des Radioteleskops
Das Radioteleskop hatte einen unbeweglichen Hauptspiegel von 305 Metern Durchmesser aus justierbaren Facetten. Mit Instrumenten, die beweglich an einer darüberhängenden Plattform montiert waren, konnte ein Bereich von knapp 20 Grad um den Zenit herum beobachtet werden. Geplant wurde das Observatorium zur Erforschung der Ionosphäre. Dazu war das Teleskop von Anfang an mit Sendern ausgestattet, deren Radiowellen von der Ionosphäre zurückgestreut werden. Später wurde mit stärkeren Sendern auch Radarastronomie betrieben. Im passiven Betrieb wurde Strahlung ferner Radioquellen empfangen. Mit der großen Reflektorfläche und nach mehrfacher Aufrüstung eignete sich das Teleskop besonders für die Durchmusterung, das Aufspüren schwacher, schmalbandiger oder intermittierender Quellen, wie HI-Gebiete bzw. Pulsare, auch im Verbund mit anderen Radioteleskopen (VLBI).

### Hauptspiegel

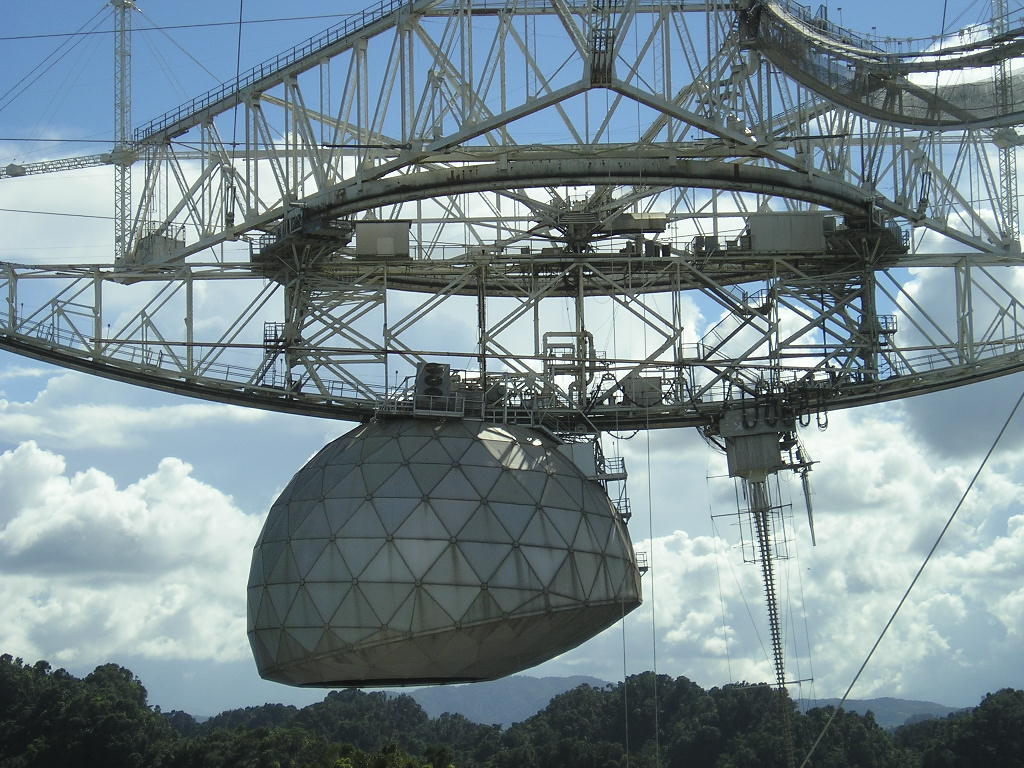
Die seilgetragene Plattform (oben) mit drehbarem Azimut-Arm (Mitte) und unten daran verschiebbaren Speiseantennen: links der Gregory-Dom, rechts die 430-MHz-Feed-Line (2006)

Für den Standort des Radioteleskops wählte man eine natürliche Doline, die man in die benötigte Kugelkalottenform ausarbeitete. Die Doline wird über den verkarsteten Untergrund in den Tanamá River entwässert. In der Doline wurde ein Gitter aus Drahtseilen gespannt, das, wenn man es in die horizontale Ebene projiziert, orthogonal war. Dem Gitter lag bis 1971 als Hauptspiegel lediglich ein Drahtnetz mit einer Maschenweite von 1⁄2 Zoll auf. Dieses erwies sich als zu wellig, um bei den Empfangsfrequenzen von damals 318, 430 und 611 MHz beugungsbegrenzte Auflösung zu erreichen, und zu weitmaschig für höhere Frequenzen. Während der ersten Aufrüstung des Teleskops wurde dieses Drahtnetz durch 38.778 individuell justierbare, gelochte Aluminiumpaneele ersetzt. Die Abweichungen der Oberfläche von der angestrebten sphärischen Form betrugen damit nur 2 mm (RMS), was den nutzbaren Frequenzbereich auf 10 GHz erweiterte. Während der zweiten Aufrüstung wurde um den Hauptspiegel ein feinmaschiger Zaun als Abschirmung gegen thermische Umgebungsstrahlung errichtet.

### Instrumentenplattform
Bei Variation der Blickrichtung bewegt sich der primäre Fokus auf einer Kugelschale mit halbem Radius (Brennweite für paraxiale Strahlen). Entsprechend müssen die Instrumente bewegt werden, mit einer Präzision im Millimeterbereich. Als Basis hing an starren Drahtseilen ein dreieckiges Fachwerk. Je sechs Seile führten zu drei Stahlbetonpfeilern außerhalb des Hauptspiegels, die ihrerseits mit je sieben Seilen nach außen hin abgespannt waren. An einem Schienenring an der Unterseite der Plattform drehte sich zur Einstellung des Azimut ein Gitterbalken. Die Unterseite dieses Azimut-Arms war kreisförmig gebogen und mit Schienen versehen, an denen sich zwei Antennenträger unabhängig voneinander bewegen konnten. Damit wurde der Zenitwinkel eingestellt. Während der ersten Aufrüstung wurden Ausleger an die Ecken der Plattform montiert, die über den Azimut-Arm hinausragen und über Seilpaare mit Verankerungen unter dem Hauptspiegel verbunden sind, um die Höhe der Plattform zu stabilisieren.

### Korrektur der Kaustik

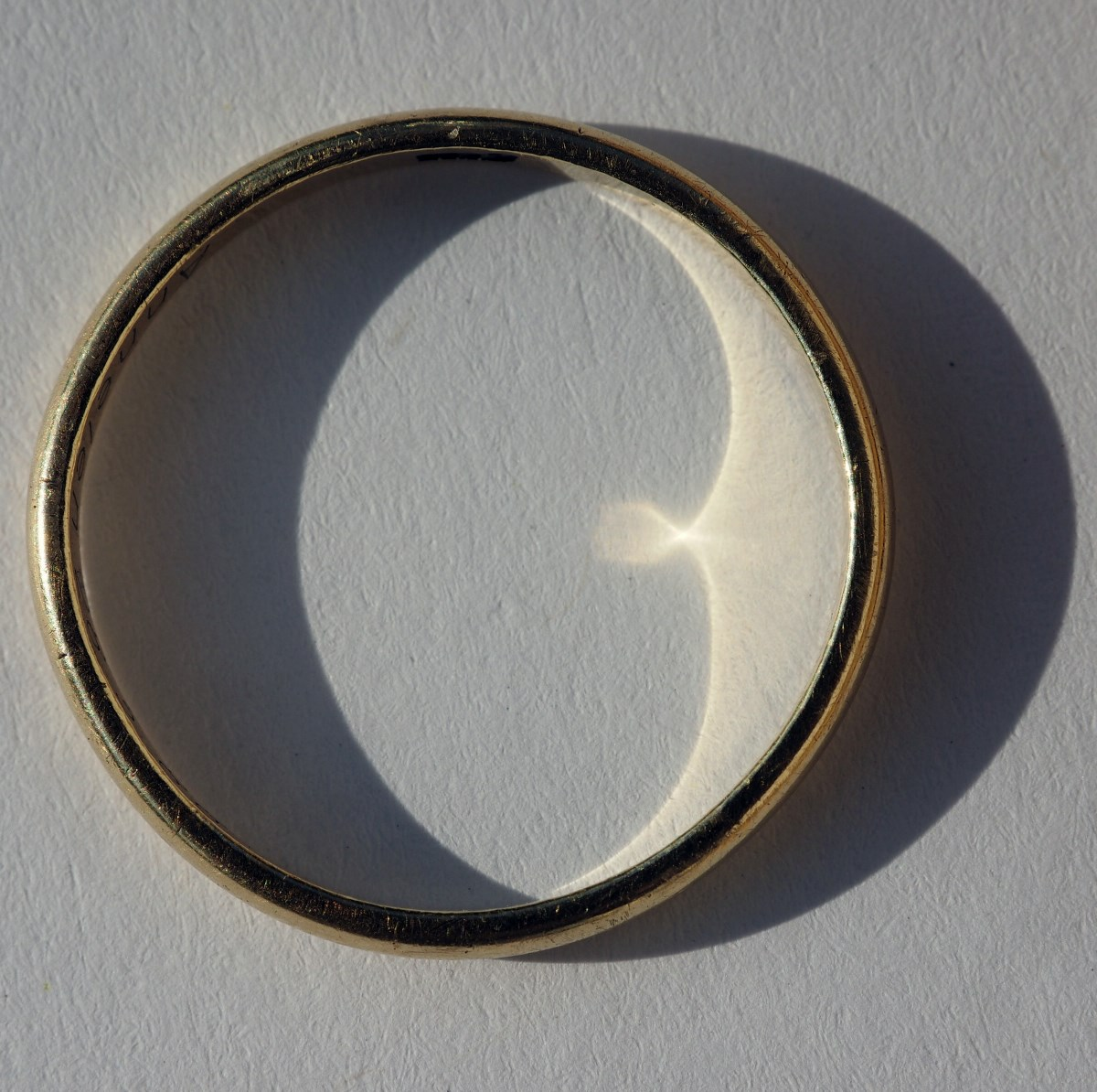
Kaustik durch sphärische Aberration (Sonnenlicht fällt schräg in einen innen zylindrischen Goldring)

Die Kopplung des Strahlungsfeldes aus dem Hauptspiegel an die Wellenleiter der Sende- und Empfangsgeräte ist wegen der zu korrigierenden sphärischen Aberration sehr aufwändig. Eine Lösung, die erst im zweiten Anlauf gelang, nutzt einen sogenannten line feed (siehe Hohlleiter und Schlitzantenne) auf der optischen Achse (der Geraden in Blickrichtung durch den Mittelpunkt der Sphäre). Auf der optischen Achse kreuzen sich Strahlen vom Rand des Hauptspiegels in geringerer Höhe als achsennahe Strahlen. Zudem treffen sie sich „früher“, auf kürzerem Weg (ab Radioquelle oder ab Wellenfrontebene, vor der Reflexion). Der Ort, an dem eine bestimmte Wellenfront die optische Achse trifft, wandert schneller als mit Lichtgeschwindigkeit nach oben. Auch die Phasengeschwindigkeit der Welle im Hohlleiter ist schneller als Lichtgeschwindigkeit. Der über die Länge variierende Querschnitt des Hohlleiters passt die Geschwindigkeiten einander an, sodass sie am oberen Ende positiv interferieren. Diese Anpassung ist empfindlich von der Freiraumwellenlänge abhängig, sodass nur über eine geringe Bandbreite von etwa 10 MHz ein hoher Antennengewinn zustande kam. Es wurden zunächst line feeds für Frequenzen von 318, 430 und 611 MHz gebaut. Nur der line feed von 430 MHz war vor Betriebsende noch in Gebrauch, sowohl zum Senden als auch zum Empfangen. Er ist 29 m lang und leuchtet den ganzen Hauptspiegel aus (Apertur im Zenit 305 m). Mit steigendem Zenitwinkel verschlechtern sich allerdings schnell der Antennengewinn und das thermische Rauschen (aus der Umgebung neben dem Hauptspiegel).
Die andere Lösung, installiert während der zweiten Aufrüstung, nutzt einen Sekundärspiegel hinter dem Fokus des Hauptspiegels (wie bei einem Gregory-Teleskop), wo auch die paraxialen Strahlen schon wieder divergieren. Über die Form des Sekundärspiegels wird die Wellenfront wieder sphärisch gemacht. Auch ein noch kleinerer dritter Spiegel trägt dazu bei, seine Hauptaufgabe ist aber die Verkürzung der nach dem zweiten Spiegel verlängerten effektiven Brennweite. So wird mehr Leistung in die anschließende Hornantenne eingekoppelt. Die Gregory-Optik kann über die ganze Bandbreite der verschiedenen Empfänger, 0,3 bis 10 GHz, benutzt werden, die nach Bedarf jeweils zusammen mit ihren Hornantennen und tiefgekühlten Mischern/Vorverstärkern ferngesteuert in den Fokus gedreht werden. Die Gregory-Optik leuchtet ein ovales Gebiet des Hauptspiegels aus (213 m × 237 m). Daher ist der Antennengewinn etwas geringer als mit den line feeds (bei gleicher Wellenlänge, im Zenit). Sie ist in einem vor der Witterung schützenden Dom untergebracht.

### Räumliche und Polarisationsauflösung
Die Winkelauflösung ist frequenzabhängig. Das Produkt der Frequenz mit dem Vollwinkel, innerhalb dessen der halbe Fluss einer Punktquelle empfangen wird, beträgt etwa 5 Bogenminuten·GHz, unabhängig von der Einspeisung mit line feed oder Gregory-Optik.
Die line feeds eignen sich nur für ein Pixel Bildauflösung, und auch an der Gregory-Optik wird in einigen Frequenzbändern mit einem Pixel (einer Hornantenne) gearbeitet. Das ist in der Radioastronomie nicht ungewöhnlich, da viele Radioquellen mit einem einzelnen Teleskop ohnehin nicht aufgelöst werden können. Oft wird periodisch zwischen einem Objekt und dem benachbarten Himmelshintergrund geschwenkt. Seit 2004 gibt es an der Gregory-Optik das 7-Pixel-Hornantennenarray ALFA (Arecibo L-band Feed Array), das die Winkelauflösung nur wenig verbessert, aber Durchmusterungen enorm beschleunigt hat.
Während der erste line feed für nur eine lineare Polarisationsrichtung konstruiert war, sind die Nachfolgemodelle und die Gregory-Optik samt Hornantennen transparent für jegliche Polarisation. Die Analyse der Polarisation wird ermöglicht durch Hohlleiter-Polarisationsweichen und zwei bzw. vier Empfängerkanäle pro Pixel.

### Kohärente Signalpfade
Je nach Frequenzband und Alter der Ausrüstung werden die vorverstärkten Signale vor oder nach der Umsetzung auf eine niedrigere Zwischenfrequenz zu einem Kontrollraum neben dem Teleskop geleitet, über Koaxialkabel oder analog betriebene Glasfaserverbindungen. Dabei gibt es für jede Signalkomponente eine Faser, ALFA braucht derer 14. Lokaloszillatoren befinden sich teilweise im Gregory-Dom, in den am Azimut-Arm verfahrbaren Kabinen sowie im Kontrollraum. Für eine kohärente Signalverarbeitung sind die Lokaloszillatoren nicht frei laufend, sondern per Frequenzsynthese geführt, von einem System sich gegenseitig überwachender Atomuhren im Kontrollraum über optische Fasern. Der Anschluss an externe Uhren geschieht per GPS. Geringes Phasenrauschen und geringe Frequenzdrift sind wichtig für die Zusammenschaltung mehrerer Teleskope (VLA, VLBI), für planetare Radarmessungen sowie für die Beobachtung von Pulsaren.

## Technische Daten des Radioteleskops
Hauptspiegel
- Apertur: 305 m
- Krümmungsradius: 265 m
- Oberflächengenauigkeit: 2,2 mm (RMS)

Antennenplattform
- Gewicht: 900 t
- Spannweite des Azimut-Arms: 100 m (±19,7° Zenitwinkel, Deklination −1,3° bis +38°)
- Abstand seines Bogens vom Hauptspiegel: 137 m
- Verfahrgeschwindigkeit am Arm (Zenitwinkel): max. 2,4°/min
- Drehgeschwindigkeit des Arms (Azimutwinkel): max. 24°/min
- Positioniergenauigkeit: 3 mm (5″ pointing accuracy)

Sender
- Sendeleistung: 1 MW, gepulst mehr (1998–2020)

Empfänger
- Empfangsbereich: 300 MHz bis 10 GHz

## Trivia
- 1974 wurde ein stärkerer Radar-Sender öffentlichkeitswirksam[39] in Betrieb genommen mit der Ausstrahlung der Arecibo-Botschaft.
- 1985 wurde ein Asteroid, (4337) Arecibo, nach dem Observatorium benannt.
- In den 1990er-Jahren wurde die Anlage einer breiteren Öffentlichkeit durch die Kinofilme GoldenEye, Species (beide 1995) und Contact (1997) sowie eine Folge der Fernsehserie Akte X bekannt.
- Signale des Teleskops werden teilweise auch nach Anzeichen außerirdischer Intelligenz durchsucht (SETI).
- Das Computerspiel The Moment of Silence (2004) hat seinen Schauplatz unter anderem im Arecibo-Teleskop.
- Die Multiplayer-Karte „Rogue Transmission“ des Computerspiels Battlefield 4 (2013) ist an das Arecibo-Observatorium angelehnt.